# Erik Wallerius
Erik Gustaf Wallerius (Göteborg, Västra Götaland, 16 d'abril de 1878 - Göteborg, 7 de maig de 1967) va ser un regatista suec que va competir a començaments del segle xx. Era oncle del també regatista Per Gedda.
El 1908 va prendre part en els Jocs Olímpics de Londres, on va guanyar la medalla de plata en la categoria de 8 metres del programa de vela com a membre de la tripulació del Vinga, junt a Carl Hellström, Edmund Thormählen, Eric Sandberg i Harald Wallin.
Quatre anys més tard, als Jocs d'Estocolm, guanyà la medalla d'or en la modalitat dels 10 metres a bord del Kitty, aquesta vegada junt a Filip Ericsson, Carl Hellström, Paul Isberg, Humbert Lundén, Herman Nyberg, Harry Rosenswärd i Harald Wallin.